# Paretone

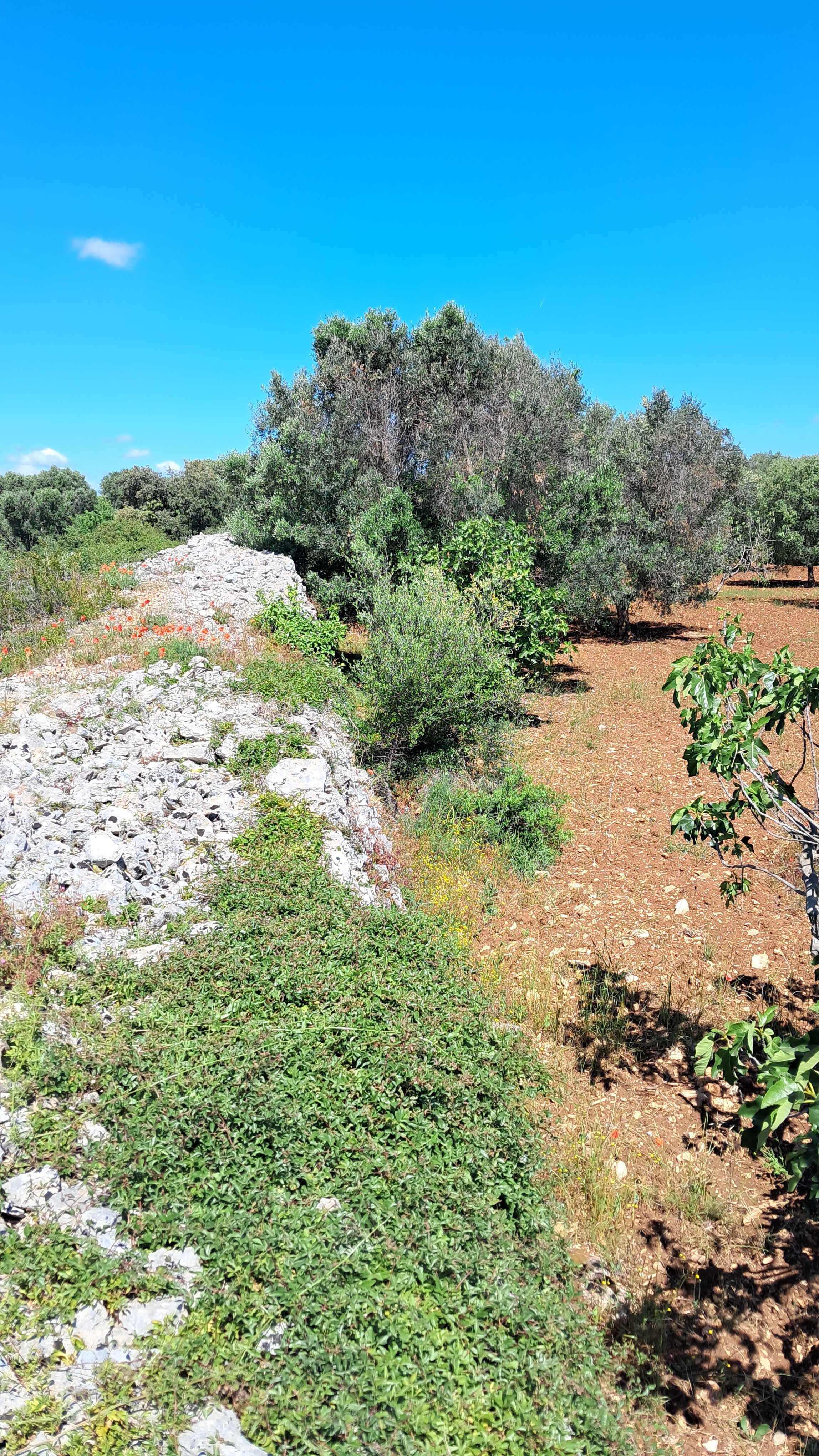
Paretone Ceglie Messapica - terza cinta a ridosso della Via per Villa Castelli

I paretoni è il nome con cui sono conosciuti i resti di mura di grande spessore, costruiti con l'accumulo a secco delle pietre rinvenute in luogo, presenti in diverse località del Salento.
In particolare con strutture di questo tipo era costituito l'impianto difensivo di Ceglie Messapica, che si considera risalente al V-IV secolo a.C., ancora parzialmente conservato, con tratti di almeno quattro cinte murarie, che racchiudevano anche parte del territorio.
Al percorso di queste mura si collegano una serie di "specchie", ossia grandi accumuli di pietre a pianta circolare e sviluppati in altezza, interpretati come torri di avvistamento, forse di una fase precedente e successivamente inglobati nel circuito murario.
La tecnica di costruzione prevedeva la mancanza di fondazioni e la posa in opera di blocchi naturali, non lavorati, disposti alternativamente di testa e di taglio a formare due muri a secco sulle due facce del muro, mentre lo spazio intermedio era riempito con materiale di risulta.